# Los hijos de naides
Los hijos de naides es una película argentina en blanco y negro muda dirigida el 27 de agosto de 1921 por Edmo Cominetti con guion y papel principal de Nelo Cosimi.
El filme contó con una producción del célebre empresario Federico Valle.

## Sinopsis
La trama melodramática fue descrito en el diario La Época de la siguiente manera: 

"Pablo Luque, un joven del sur, que está en búsqueda de un trabajo, llega a Los Cardales, una floreciente estancia de  Pedro Aguirre, después de ver a su madre morir. Entonces, Aguirre contrata a Luque para trabajar allí, joven de malos modales que despierta la curiosidad de la joven hija del dueño de la estancia, que lo ve muy diferente del resto de los pandilleros. Unos días más tarde, Luque, quien se pensaba como un tímido muchacho, demuestra el valor de sus puños y su corazón".

## Críticas
Según el diario La Época, esta película se destacó por sus cualidades técnicas y artísticas, teniendo una emocionante trama, bien organizada y dirigida con confianza. El film alcanzó tal éxito que llegó a estrenarse en salas de Nueva York, Estados Unidos.

## Elenco
- Nelo Cosimi como Pablo Luque.
- Alfredo Zorrilla como Pedro Aguirre.
- Susanne Grandals como Celia Aguirre.
- Nelly Olmos.